# 72-я гвардейская стрелковая дивизия
72-я гвардейская стрелковая Красноградская Краснознамённая дивизия — гвардейское стрелковое соединение РККА СССР в Великой Отечественной войне.
В действующей армии с 1 марта 1943 года по 11 мая 1945 года.

## История
Сформирована 1 марта 1943 года путём преобразования 29-й стрелковой дивизии которой было присвоено почётное звание «Гвардейская», и новый войсковой № 72.
С 19 марта 1943 года стрелковая дивизия заняла рубеж по восточному берегу Северского Донца и сразу же вступила в бой.
С 5 июля 1943 года принимала участие в Курской битве (южный фас Курской дуги), была вытеснена с занимаемых рубежей, с началом наступления заняла их вновь, форсировала Северский Донец, приняла участие в освобождении городов Мерефа и Красноград, форсировала Днепр, захватив плацдарм (за успешное форсирование Днепра и проявленные при этом мужество и героизм 27 гвардейцам дивизии было присвоено звание Героя Советского Союза), освобождала Левобережную Украину, освобождала Кировоград, форсировала Южный Буг.
9 апреля 1944 года вступила на территорию Молдавской ССР, находилась в обороне на границе с Королевством Румыния, 18 августа 1944 года приступила к прорыву Тыргул-Фрумосского укреплённого района в предгорьях Восточных Карпат. 30 августа 1944 года перешла границу, январе 1945 года форсировала Грон, овладела городом Камендин, в течение боёв февраля 1945 года была выбита с плацдарма, восстановила положение, и форсировав Мораву, вступила на территорию Австрии, закончила войну неподалёку от Праги.
Дивизия прозвана солдатами «незаменяемой, непромокаемой и непросыхаемой», в связи с тем, что дивизия никогда на сколько-нибудь длительное время не отводилась с передовой ни в резерв, ни на отдых, ни на переформирование.
После Великой Отечественной войны дивизия входила в состав Центральной группы войск (Венгрия), в январе 1946 года переведена в Киевский военный округ. 3 июля 1946 года дивизия преобразована в 7-ю отдельную гвардейскую стрелковую бригаду, с сохранением наград дивизии. Однако 1 октября 1953 года на базе этой бригады была восстановлена 72-я гвардейская стрелковая дивизия.
4 июня 1957 года формирование преобразовано в 72-ю гвардейскую мотострелковую дивизию. На конец 1980-х годов 72-я дивизия входила в состав 1-й гвардейской армии Киевского военного округа. Управление и все формирования дивизии размещалось в г. Белая Церковь Киевской области. После 1992 года вошла в состав ВС Украины и переименована в механизированную. В 2002 году преобразована в механизированную бригаду с тем же номером.
В ноябре 2012 году копия Боевого знамени 72-й гвардейской стрелковой дивизии, оригинал которого находится на вечном хранении в Центральном музее Вооружённых сил России, была торжественно передана официальной делегации Республики Казахстан. Торжественная церемония передачи Боевого знамени прошла 13 ноября 2012 года в Волгограде, в Триумфальном зале музея-панорамы «Сталинградская битва». Спецрейс боевого самолёта, которым в Астану была доставлена реликвия, встретил почётный караул, мимо которого под звуки духового оркестра было торжественно пронесено расчехлённое Боевое знамя. Оно навечно размещено в Военно-историческом музее Республики Казахстан в Нур-Султане.

## В составе
- Воронежский фронт, 64-я армия — на 1 апреля 1943 года
- Воронежский фронт, 7-я гвардейская армия, 24-й гвардейский стрелковый корпус — с 1 мая 1943 года
- Степной фронт, 7-я гвардейская армия, 25-й гвардейский стрелковый корпус — с 18 июля 1943 года
- 2-й Украинский фронт, 7-я гвардейская армия, 25-й гвардейский стрелковый корпус — на 1 января 1944 года
- 2-й Украинский фронт, 7-я гвардейская армия, 24-й гвардейский стрелковый корпус — на 1 апреля 1944 года
- 2-й Украинский фронт, 53-я армия, 24-й гвардейский стрелковый корпус — на 1 января 1945 года
- 2-й Украинский фронт, 7-я гвардейская армия, 24-й гвардейский стрелковый корпус — на 1 апреля 1945 года

## Состав
- управление
- 222-й гвардейский стрелковый полк
- 224-й гвардейский стрелковый полк
- 229-й гвардейский стрелковый полк
- 155-й гвардейский артиллерийский полк
- 78-й гвардейский отдельный истребительно-противотанковый дивизион
- 316-я зенитная батарея (до 25 апреля 1943)
- 75-я гвардейская отдельная разведывательная рота
- 81-й гвардейский отдельный сапёрный батальон
- 101-й гвардейский отдельный батальон связи (до 25 декабря 1944 года — 102-я гвардейская отдельная рота связи)
- гвардейский отдельный учебный стрелковый батальон
- 582-й (79-й) отдельный медико-санитарный батальон
- 76-я гвардейская отдельная рота химический защиты
- 721-я (77-я) автотранспортная рота
- 657-я (71-я) полевая хлебопекарня
- 674-й (70-й) дивизионный ветеринарный лазарет
- 1704-я полевая почтовая станция
- 1100-я полевая касса Госбанка[5]

- управление
- 222-й гвардейский мотострелковый ордена Ленина Краснознамённый полк, Белая Церковь (21 Т-64, 130 БМП-2, 2 БРМ-1К, 16 БТР-70, 12 2С1 «Гвоздика»)
- 224-й гвардейский мотострелковый ордена Александра Невского полк, Белая Церковь (21 Т-64, БТР-80, 3 БМП-2, 1 БМП-1, 2 БРМ-1К, 12 2С1 «Гвоздика»)
- 229-й гвардейский мотострелковый ордена Кутузова полк, Белая Церковь (21 Т-64, 130 БМП-2, 2 БРМ-1К, 12 2С1 «Гвоздика»
- 292-й гвардейский танковый полк, Гончаровское (70 Т-64, 14 БМП-2, 2 БРМ-1К), 12 2С1 «Гвоздика»)
- 155-й гвардейский самоходно-артиллерийский Краснознамённый ордена Кутузова полк, Смела (36 2СЗ «Акация», 12 БМ-21 «Град», 18 МТЛБТ)
- 1129-й зенитный ракетный полк, Белая Церковь
- 1345-й отдельный противотанковый артиллерийский дивизион
- 117-й отдельный разведывательный батальон, Белая Церковь (10 БМП-2, 7 БРМ-1К, 6 БТР-80)
- 538-й отдельный батальон связи, Белая Церковь
- 220-й отдельный инженерно-сапёрный батальон, Белая Церковь
- 892-й отдельный батальон материального обеспечения
- 280-й отдельный ремонтно-восстановительный батальон

Итого: 133 танка, 304 БМП, 147 БТР, 84 САУ, 36 миномётов, 12 РСЗО

## Командование

### Командиры
Дивизией (в 1946—1953 — 7-й гв. осбр) командовали:
- Лосев, Анатолий Иванович (1 марта 1943 — 24 марта 1945), гвардии генерал-майор
- Баталов, Григорий Михайлович (25 марта 1945 — 25 апреля 1945), гвардии подполковник (врид)
- Панков, Александр Гаврилович (26 апреля 1945 — 16 июля 1945), гвардии полковник
- Берестов, Пётр Филиппович (16 июля 1945 — 21 января 1947), гвардии генерал-майор
- Хвостов, Алексей Яковлевич (28 марта 1947 — 24 апреля 1950), гвардии генерал-майор
- Мальцев, Александр Григорьевич (24 апреля 1950 — 6 ноября 1956), гвардии полковник, с 31 мая 1954 — гвардии генерал-майор
- Громов, Иван Иванович (6 ноября 1956 — 27 июля 1961), гвардии полковник, с 9 мая 1961 — гвардии генерал-майор
- Соколовский, Евгений Васильевич (27 июля 1961 — 6 апреля 1967), гвардии полковник, с 2 февраля 1963 — гвардии генерал-майор
- Кауркин, Иван Иванович (9 августа 1967 — 1970), гвардии генерал-майор

### Заместители командира
- Панов, Иван Дмитриевич (?? февраля 1946 года — ?? ноября 1950 года), гвардии полковник

## Награды
- Гвардейская, за мужество и героизм личного состава стрелковой дивизии проявленные в боях с немецко-фашистскими захватчиками.
- 19 сентября 1943 года — Почётное наименование «Красноградская» — присвоено приказом Верховного Главнокомандующего от 19 сентября 1943 года за отличие в боях за освобождение Краснограда.
- 8 января 1944 года —  Орден Красного Знамени — награждена указом Президиума Верховного Совета СССР от 8 января 1944 года за образцовое выполнение боевых заданий командования на фронте борьбы с немецкими захватчиками и проявленные при этом доблесть и мужество.[7]

Награды частей дивизии:
- 222-й гвардейский стрелковый ордена Ленина[8] Краснознаменный[9] полк;
- 224-й гвардейский стрелковый орденов Суворова[10] и Александра Невского[9] полк;
- 229-й гвардейский стрелковый Краснознаменный[11] орденов Суворова[12] и Кутузова[9] полк;
- 155-й гвардейский артиллерийский Краснознамённый ордена Кутузова[9] полк.

## Отличившиеся воины дивизии
- Акулишнин, Фёдор Васильевич, гвардии капитан, командир 81-го гвардейского отдельного сапёрного батальона.
- Баталов, Григорий Михайлович, гвардии майор, командир 229-го гвардейского стрелкового полка.
- Бондаренко, Иван Тихонович, гвардии рядовой, сапёр-разведчик 81-го отдельного гвардейского сапёрного батальона.
- Быковский, Виктор Иванович, командир санитарного взвода 224-го гвардейского стрелкового полка, гвардии лейтенант медицинской службы. Герой Советского Союза. Награждён 26 октября 1943 года за отвагу при форсировании Днепра в ночь на 25 сентября 1943 года.
- Гаркуша, Фёдор Иванович, командир взвода конной разведки 224-го гвардейского стрелкового полка, гвардии лейтенант.
- Гетьман, Михаил Романович, гвардии рядовой, разведчик 229-го гвардейского стрелкового полка.
- Гриб Алексей Фёдорович, наводчик орудия 229-го гвардейского стрелкового полка, гвардии сержант.
- Дякин, Михаил Васильевич, начальник артиллерии 229-го гвардейского стрелкового полка, гвардии капитан. Герой Советского Союза. Награждён 26 октября 1943 года за отвагу при форсировании Днепра в ночь на 25 сентября 1943 года.
- Каримов, Али Каримович, гвардии ефрейтор, стрелок 229-го гвардейского стрелкового полка.
- Карпеткин, Григорий Андреевич, гвардии младший лейтенант, командир взвода пешей разведки 224-го гвардейского стрелкового полка.
- Козаков, Александр Фёдорович, гвардии красноармеец, сапёр 229-го гвардейского стрелкового полка.
- Колесников, Владимир Михайлович, командир пулемётной роты 229-го гвардейского стрелкового полка, гвардии лейтенант. Герой Советского Союза. Награждён 1 ноября 1943 года за то, что умело управляемая им рота в бою на северо-востоке посёлка Маслова Пристань уничтожила более 300 солдат и офицеров гитлеровцев и 14 пулемётных точек. Проявил героизм лично уничтожив в том же бою ещё 200 солдат противника.
- Коновченко, Илья Потапович, командир отделения 222-го гвардейского стрелкового полка, гвардии красноармеец. Награждён 26 октября 1943 года за успешное форсирование Днепра, прочное закрепление плацдарма на его западном берегу и проявленные при этом отвагу и геройство. Навечно зачислен в списки личного состава воинской части.
- Кузнецов, Василий Григорьевич, заместитель командира батальона 229-го гвардейского стрелкового полка, гвардии старший лейтенант. Герой Советского Союза. Награждён 27 авгутста 1943 года за отвагу и умелое руководство боем батальона у станции Топлинка посёлка Маслова Пристань Шебекинского района Курской области 5 июля 1943 года. Несмотря на сложную обстановку, он не растерялся, остановил отход роты и организовал эффективный огонь по наступавшему противнику. Сам подбил из ПТР два танка, а огнём «Максима» истребил не один десяток гитлеровцев.
- Кузнецов, Георгий Антонович, гвардии старший лейтенант, полковой инженер 229-го гвардейского стрелкового полка. Награждён 26 октября 1943 года за отвагу при форсировании Днепра.
- Лосев, Анатолий Иванович, гвардии генерал-майор, командир дивизии. Награждён 26 октября 1943 года за форсирование Днепра.
- Панежда, Пётр Алексеевич, гвардии сержант, помощник командира взвода 75-й гвардейской отдельной разведывательной роты. Награждён 26 октября 1943 года за форсирование Днепра.
- Пантелеев, Гавриил Фролович, гвардии старший лейтенант, адъютант старший батальона 224-го гвардейского стрелкового полка. Награждён 26 октября 1943 года за форсирование Днепра.
- Поляков, Иван Кузьмич, гвардии ефрейтор, связист взвода связи 1-го стрелкового батальона 224-го гвардейского стрелкового полка. Герой Советского Союза. Награждён 26 октября 1943 года за отвагу при форсировании Днепра.
- Решилин, Иван Фёдорович, гвардии красноармеец, стрелок 222-го гвардейского стрелкового полка. Награждён 26 октября 1943 года за отвагу при форсировании Днепра.
- Ржевский, Павел Максимович, гвардии красноармеец, разведчик 75-й гвардейской отдельной разведывательной роты. Награждён 26 октября 1943 года за отвагу при форсировании Днепра.
- Сабельников, Фёдор Сидорович, командир 222-го гвардейского стрелкового полка, гвардии майор. Представлен к званию Героя Советского Союза за умелое руководство полком при форсировании Днепра и личное мужество.
- Семёнов, Андрей Платонович, гвардии красноармеец, стрелок 224-го гвардейского стрелкового полка. Награждён 26 октября 1943 года за отвагу при форсировании Днепра.
- Сидюков, Алексей Фёдорович, гвардии красноармеец, снайпер 222-го гвардейского стрелкового полка. Награждён 26 октября 1943 года за отвагу при форсировании Днепра.
- Стрепетов, Григорий Михайлович, командир роты 222-го гвардейского стрелкового полка, гвардии лейтенант. Герой Советского Союза. Награждён 26 октября 1943 года за отвагу при форсировании Днепра.
- Уласовец, Александр Игнатьевич, гвардии подполковник, командир 224-го гвардейского стрелкового полка. Награждён 26 октября 1943 года за отвагу при форсировании Днепра.
- Фартушный, Дмитрий Васильевич, командир роты 229-го гвардейского стрелкового полка, гвардии лейтенант. Герой Советского Союза. Награждён 26 октября 1943 года за отвагу при форсировании Днепра в ночь на 25 сентября 1943 года.
- Химич, Василий Сидорович, гвардии красноармеец, телефонист роты связи 222-го гвардейского стрелкового полка. Награждён 26 октября 1943 года за отвагу при форсировании Днепра.
- Хроменков, Иван Устинович, командир 155-го гвардейского артиллерийского полка, гвардии майор. Герой Советского Союза. Награждён 26 октября 1943 года за обеспечение переправы подразделений дивизии при форсировании Днепра в ночь на 25 сентября 1943 года.
- Швец, Иван Стефанович, гвардии лейтенант, командир 5-й стрелковой роты 222-го гвардейского стрелкового полка.
- Юдашкин, Гирш Хацкелевич, парторг батальона 229-го гвардейского стрелкового полка, гвардии лейтенант. Награждён посмертно 26 октября 1943 года за отвагу при форсировании Днепра в ночь на 25 сентября 1943 года.